# Reteni-Vasileuți, Rîșcani
Reteni-Vasileuți este un sat din cadrul comunei Braniște din raionul Rîșcani, Republica Moldova.

## Demografie

### Structura etnică
Structura etnică a satului conform recensământului populației din 2004:
| Grup etnic         | Populație | % Procentaj |
| ------------------ | --------- | ----------- |
| Moldoveni / Români | 193       | 96,02%      |
| Ucraineni          | 4         | 1,99%       |
| Ruși               | 2         | 1%          |
| Alții              | 2         | 1%          |
| Total              | 201       | 100%        |